# 泰尔讷站
泰尔讷站（法語：Ternes）是法國首都巴黎地鐵2號線的一個車站，位於泰尔讷广场的地下，巴黎8區和巴黎17區的界線處。泰尔讷站開業於1902年10月7日。車站所在地在歷史上曾是城門。

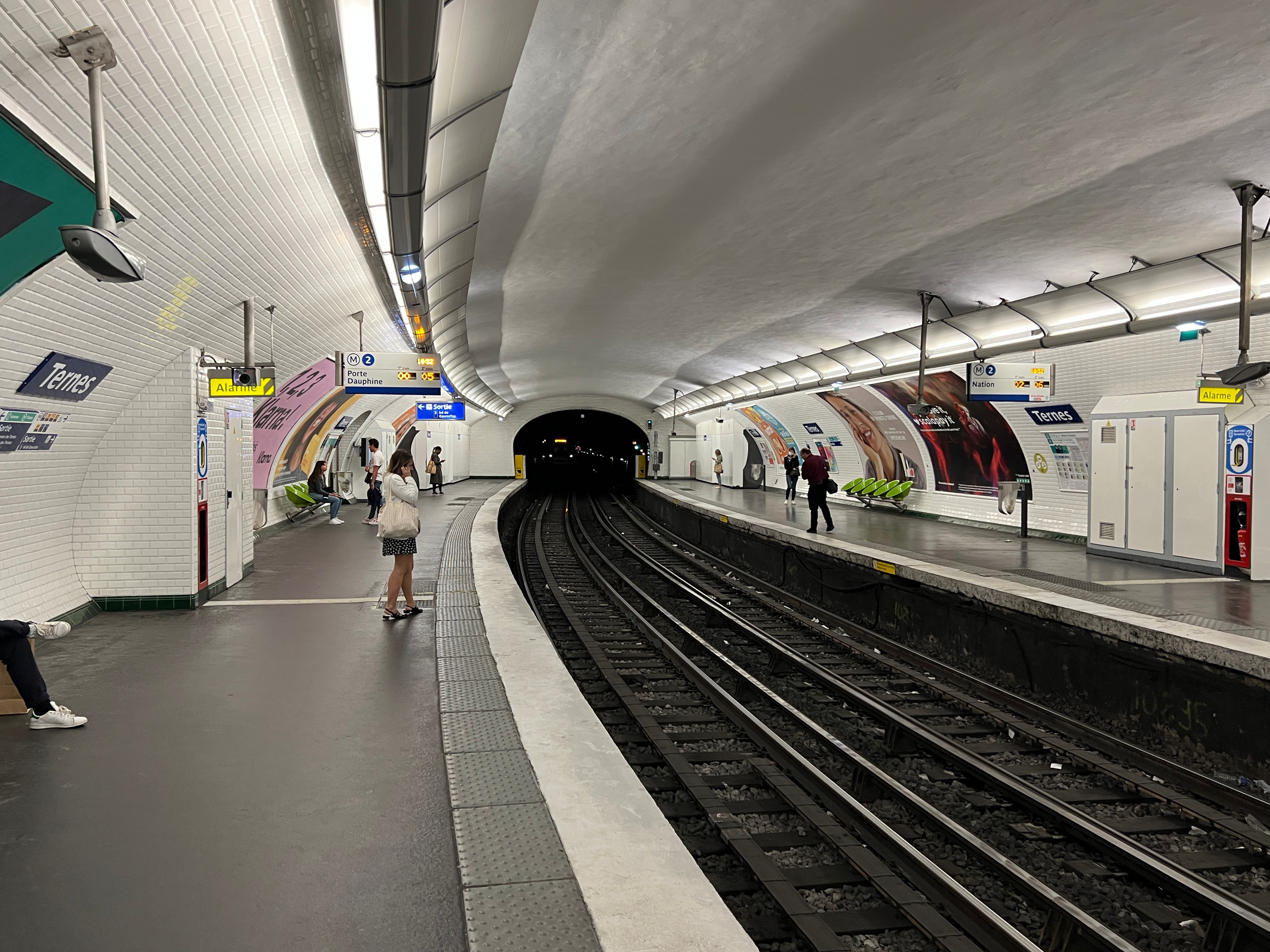
月台 (2022年7月)

## 車站結構
| G 街道   |                    |                                 |
| B1       | 月台連接夾層       |                                 |
| P 月台層 | 側式月台，右側開門 | 側式月台，右側開門              |
| P 月台層 | 1號月台            | 往太子妃门 （夏爾·戴高樂-星形） |
| P 月台層 | 2號月台            | 往民族廣場 （庫爾塞勒）         |
| P 月台層 | 側式月台，右側開門 |                                 |